# Fenethylester kyseliny kávové
Fenethylester kyseliny kávové (CAPE) je organická sloučenina, ester kyseliny kávové a fenethylalkoholu.

## Výskyt
CAPE byl nalezen v mnoha druzích rostlin. Je také složkou propolisu.

## Možný farmakologický význam
U CAPE byla popsána řada účinků na modelových organismech, ovšem jejich klinický význam není znám.
Tato látka má in vitro antimitogenické, antikarcinogenní, protizánětlivé a imunomodulační vlastnosti. Také bylo zjištěno, že CAPE potlačuje akutní imunitní reakci a mohl by být použit ke zmírnění zánětů.